# Real Eyes
 (décembre 2023).
Si vous disposez d'ouvrages ou d'articles de référence ou si vous connaissez des sites web de qualité traitant du thème abordé ici, merci de compléter l'article en donnant les références utiles à sa vérifiabilité et en les liant à la section « Notes et références ».
Albums de Gil Scott-Heron
1980
(1980) Reflections
(1981)
Real Eyes est un album de Gil Scott-Heron sorti en 1980.

## Titres
Toutes les chansons sont écrites et composées par Gil Scott-Heron, sauf mention contraire.
| 1.    | The Train From Washington             | 4:48 |
| 2.    | Not Needed                            | 3:57 |
| 3.    | Waiting For The Axe To Fall           | 4:48 |
| 4.    | Combinations                          | 3:41 |
| 5.    | A Legend In Is On Mind                | 3:41 |
| 6.    | You Could Be My Brother               | 6:23 |
| 7.    | The Klan (Alan Gray, David Gray)      | 4:50 |
| 8.    | Your Daddy Loves You (For Gia Louise) | 3:17 |
| 35:25 |                                       |      |